# Junkers Ju 52
Junkers Ju 52 (med øgenavnene Tante Ju – og Iron Annie) var et transport- og bombefly, som blev fremstillet fra 1932-1945 af Junkers-flyfabrikken. Den blev både anvendt til både civil og militær brug i 1930'erne og 1940'erne.
Den blev civilt brugt af over et dusin luftfartselskaber, herunder Swissair og Lufthansa som passager- og fragtfly.
Militært fløj den i Luftwaffe som troppetransport- og fragtfly, men kunne også anvendes som et mellemstort bombefly. Ju 52 blev brugt efter 2. Verdenskrig af både militære og civile brugere et stykke ind i 1980'erne.

## Design og udvikling
Ju 52 lignede fabrikkens tidligere Junkers W33, men var større. I 1930 designede Ernst Zindel og hans hold Ju 52 på Junkers-fabrikken i Dessau. Flyets usædvanlige riflede overflade gav den et karakteristisk, kasseagtigt udseende.

## Operativ historie
I sin oprindelige udførelse Ju 52/1m var Ju 52 et én-motors fly, som enten havde en BMW eller en Junkers vandkølet motor. I 1936 modtog James A. Richardsons Canadian Airways (Werknummer 4006) CF-ARM den sjette Ju 52, der var bygget. Flyet, med motoren udskiftet med en Rolls-Royce Buzzard og med øgenavnet "Flying Boxcar" i Canada,, kunne løfte omkring 3 tons og havde en maksimumvægt på 8 tons. Det blev brugt til at forsyne miner og andre steder i fjerne områder med udstyr, som var for stort eller tungt til, at andre fly kunne fragte det. Ju 52/1m kunne lande på hjul, ski eller pontoner.
En-motor udgaven havde for lille motorkraft, og efter at der var blevet bygget 7 prototyper, blev alle Ju 52'ere bygget med tre motorer med betegnelsen Ju 52/3m. De første blev udstyret med tre Pratt & Whitney Hornet stjernemotorer, men senere modeller brugte fortrinsvis BMW 132-motorer, en forbedring af Pratt & Whitney-modellen. Eksportmodeller blev også bygget med Pratt & Whitney Wasp og Bristol Pegasus-motorer. Opgraderingen forbedrede yde- og lasteevnen. Som passagerfly for Lufthansa kunne Ju 52 have 17 passagerer og flyve fra Berlin til Rom på 8 timer.
Ju 52 blev først anvendt til militært brug under den Spanske borgerkrig, både som bombefly og som transportfly. Som bombefly deltog den i bombningen af Guernica. Det blev igen brugt som bombefly ved bombningen af Warszawa  under invasion af Polen i september 1939. Luftwaffe benyttede i stor stil Ju 52 ved transport under 2. Verdenskrig, herunder til nedkastning af faldskærmsjægere. Den er kendt i forbindelse med Slaget om Kreta i maj 1941 og ved Invasionen af Danmark i 1940. Med en let bevæbning og en topfart på kun 265 km/h – var Ju 52 meget sårbar for angreb fra jagere, der fløj dobbelt så hurtigt, og det var altid nødvendigt med en eskorte, når en Ju 52 fløj ind i et kampområde. Mange Ju 52'ere blev skudt ned af antiluftskyts, mens de transporterede forsyninger, især under de desperate forsøg på at holde den omringede 6. arme forsynet i de sidste faser af Slaget om Stalingrad i 1943.
I den afsluttende fase af Felttoget i Nordafrika blev 24 Ju 52'ere skudt ned i den berygtede "Palmesøndag Massakre" den 18. april 1943. Yderligere 35 humpede tilbage til Sicilien og nødlandede. Transportflyenes eskorte JG 27 formåede kun at nedskyde én fjendtlig jager. 

### Anvendelse efter krigen
En række Junkers Ju 52'ere forblev i militær og civil brug efter 2. verdenskrig. I 1956 anvendte det portugisiske luftvåben, som allerede brugte Ju 52'ere til transport, flyet til faldskærmsudspring for dens nyligt etablerede elitefaldskærmsstyrker, som senere blev kendt som Batalhão de Caçadores Páraquedistas. Faldskærmstropperne brugte Ju 52 i adskillige operationer i Angola og andre afrikanske kolonier, indtil flyene gradvist blev udfaset i 1960'erne. 
Det schweiziske luftvåben brugte også Ju52, og 3 maskiner forblev i tjeneste til begyndelsen af 1980'erne.
En Ju-52 og en DC-3 var de sidste fly, som startede fra lufthavnen Tempelhof i Berlin, inden den blev lukket i 2008.

## Overlevende
- Junkers Ju 52/3m (CASA 352L) kan ses på Royal Air Force Museum i Cosford. [7]
- Junkers Ju 52/3m (CASA 352L) fremvises på Steven F. Udvar-Hazy Center af National Air & Space Museum i Chantilly, Virginia
- Junkers Ju 52 (CASA 352L) fremvises på National Museum of the United States Air Force i Dayton, Ohio
- Junkers Ju 52 (CASA 352L) (N352JU) fremvises på CAF Airpower Museum i Midland International Airport ved Midland, Texas.
- Junkers Ju-52/3m (Nord AAC.1Touqan) fremvises i Beograd Lufthavns flymuseum

En Ju 52 (CASA 352) der udbød veteranflyvninger fra Dübendorf lufthavn styrtede 2018-08-04 ned på Piz Segnas med 20 dræbte til følge. Flyet var da det ældste stadig tjenestegørende. Dette fly havde været anvendt i filmen om Operation Valkyrie.

## Versioner
Udover standardversionen med fast understel var der en version, som var udstyret med 2 store pontoner. Denne model blev anvendt ved angrebet på Norge i 1940 og senere i Middelhavet. Nogle af disse fly blev også brugt som minestrygere, udstyret med en stor afmagnetiseringsring under skroget.
De fleste Ju 52’ere blev ødelagt efter krigen, men et mindre antal blev fremstillet efter 1945. I Frankrig blev flyet fremstillet af Amiot med modelbetegnelsene Amiot AAC 1 Toucan og i Spanien, fortsatte Construcciones Aeronáuticas SA produktionen under betegnelsen CASA 352. Der er adskillige Ju 52'ere, som stadig kan flyve og fortsat anvendes i dag.
Ju 52
En-motoret transportfly.
Ju 52/3m
Tre-motoret prototype med 3.550 hk Pratt & Whitney Hornet motorer.
Ju 52/3mce
Tre-motoret civil transportfly.
Ju 52/3mge
Midlertidigt bombe- og transportfly for Luftwaffe.
Ju 52/3mg3e
Forbedret militær version, med tre 725 hk B.M.W. 123-A3 stjernemotorer, udstyret med forbedret radio- og bombeudløsningsmekanisme.
Ju 52/3mg4e
Militær version. Haleslæberen blev erstattet af et halehjul.
Ju 52/3mg5e
Militær version, med tre 830 hk B.M.W. 123T stjernemotorer. Den kunne udstyres med udskiftelige pontoner, ski og landingshjul.
Ju 52/3mg6e
Udstyret med en forenklet radio.
Ju 52/3mg7e
Udstyret med autopilot og en stor lasteluge.
Ju 52/3mg8e
Udstyret med en ekstra lem i kabineloftet.
Ju 52/3mg9e
Sen produktionsmodel udstyret med forstærket landingsstel og udstyr til slæbning af svævefly.
Ju 52/3mg10e
Ligesom Ju 52/3mg9e, men kunne udstyres med pontoner eller hjul.
Ju 52/3mg11e
Ingen detaljer er kendt.
Ju 52/3mg12e
Udstyret med tre B.M.W. 123L stjernemotorer.
Ju 52/3m12e
Nogle Ju 52/3mg12s blev sendt til Lufthansa.
Ju 52/3mg13e
Ingen detaljer er kendt.
Ju 52/3mg14e
Dette var den sidste produktionsversion.

## Operatører
- Argentina
- Belgien
- Bolivia
- Brasilien
- Bulgarien
- Canada
- Colombia
  - Colombias luftvåben
  - SCADTA
- Danmark
  - Det Danske Luftfartselskab: 1 stk. (OY-DAL) Selandia før krigen og 1 flyvedygtig efter krigen (OY-DFU) Uffe Viking.
- Ecuador
- Estland
- Finland
- Frankrig
- Grækenland
- Italien
- Jugoslavien
- Republikken Kina
- Kroatien
- Norge
- Peru
- Polen
- Portugal
- Rumænien
- Schweiz
- Slovakiet
- Sovjetunionen
- Spanien
- Storbritannien
  - Royal Air Force
    - No. 173 Squadron RAF
- Sverige
- Sydafrika
- Tjekkoslovakiet
- Nazityskland
- Tyskland
- Ungarn
- USA
- Østrig

## Eksterne links
- www.ju52-3m.ch Arkiveret 2. oktober 2020 hos  Wayback Machine
- www.constable.ca Arkiveret 1. december 2007 hos  Wayback Machine
- South African Historic Flight Arkiveret 23. januar 2009 hos  Wayback Machine
- Deutsche Lufthansa Berlin Stiftung